# Conops capensis
Conops capensis är en tvåvingeart som beskrevs av Christian Rudolph Wilhelm Wiedemann 1819. Conops capensis ingår i släktet Conops och familjen stekelflugor. Inga underarter finns listade i Catalogue of Life.